# Luis Días (Musiker)

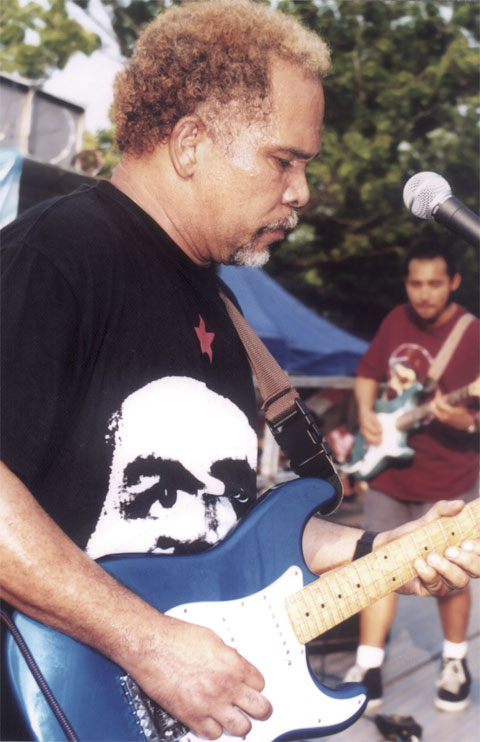
Luis Días (2003 in New York)

Luis „Terror“ Días (* 21. Juni 1952 in Bonao; † 8. Dezember 2009 in Santo Domingo; eigentlich Luis Díaz Portorreal) war ein dominikanischer Rock- und Jazzmusiker.
Díaz hatte Musikunterricht bei Juan Zorrilla und Tatán Jiménez und gründete sechzehnjährig seine erste Band Los Chonnys. 1972 wurde er Gitarrist der Gruppe Convite, die Volksmusik der Dominikanischen Republik sammelte und spielte und aktiv im Widerstand gegen den Präsidenten Joaquín Balaguer war. Der von Díaz komponierte Song Obrero acepta mi mano wurde zum offiziellen Thema des Festivals Siete Días con el Pueblo.
Nach der Auflösung von Convite 1978 gründete Díaz die Gruppe Madora, die die Folklore der Antillen mit dem Jazz fusionierte. Von 1980 bis 1982 lebte er in New York, wo er Workshops über die Dominikanische Republik abhielt und vom Heavy Metal beeinflusst wurde.
Nach seiner Rückkehr gründete er mit dem Gitarristen Juan Francisco Ordóñez die Gruppe Transporte Urbano, die erste dominikanische Rockband. Seit 1999 leitete er die Band La Victoria. Neben eigenen Alben spielte er auch Aufnahmen mit Sergio Vargas, Wilfrido Vargas, Sonia Silvestre, Rafael Solano, Alex Bueno, Fernando Villalona, Marc Anthony und anderen ein.

## Diskographie
- Luis Terror Díaz, 1984
- Convite convida, 1984
- El accidente, 1998
- Luis Díaz y Transporte Urbano, 1999
- Antología, 1999